# Olivensa mimula
Olivensa mimula là một loài bọ cánh cứng trong họ Cerambycidae.